# Curaçao
 Der er for få eller ingen kildehenvisninger i denne artikel, hvilket er et problem. Du kan hjælpe ved at angive troværdige kilder til de påstande, som fremføres i artiklen.

Curaçao (142.180 indbyggere i 2010) er et land i den sydlige del af det Caribiske Hav. Landet har siden 10. oktober 2010 været en selvstændig stat inden for Kongeriget Nederlandene. Øens hovedby og hovedstad er Willemstad.

## Sprog
De mest talte sprog på Curaçao er papiamento, spansk, engelsk og nederlandsk. Papiamento er førstesproget for de fleste af øens indbyggere. Papiamento er et kreolsk sprog, udviklet gennem århundreder som følge af kontakten imellem de forskellige befolkningsgrupper på øen. Selv om det er et bredt anerkendt sprog, opfattes brugen af nederlandsk som prestigiøst.

## Historie
Curaçao blev først beboet af Arawak-indianere, som imidlertid blev decimeret, da øen blev opdaget af spanierne, som besatte den. Curaçao blev i 1634 overtaget af De Forenede Nederlande.
Efter at øen blev et nederlandsk territorium, begyndte strømmen af slaver fra Afrika. Hollænderne ophævede slaveriet i 1863. På grund af øens historie har øen i dag en blandet etnisk sammensætning. Willemstad kan fremvise arkitektur fra kolonitiden samt en af de ældste synagoger på den Vestlige Halvkugle. Begge dele har været medvirkende til at sikre Willemstads plads på UNESCOs verdensarvsliste.

## Nederlandske Antiller
De Nederlandske Antiller ophørte d. 10. oktober 2010 med at eksistere som en administrativ enhed. Øerne fik fra denne dato ny status inden for Nederlandene: Bonaire, Sint Eustatius og Saba er herefter en direkte del af Nederlandene som særlige kommuner, og Curaçao og Sint Maarten har nu status som selvstændige lande inden for Nederlandene – samme status som Aruba fik i 1986.

## Geografi
Øerne Curaçao og Klein Curaçao har et samlet areal på 444 km2, og det højeste punkt er Mount Christoffel, der ligger 372 m over havets overflade.

## Industri
De primære beskæftigelser på øen er inden for turist- og oliebrancherne. Et af verdens største olieraffinaderier ligger på øen. Off-shore banking bidrager også til den lokale økonomi. Curaçao opnåede delvist selvstyre pr. 1. januar 1954. Selv om de fleste er tilfredse med den eksisterende situation, er der en mindre gruppe af venstreorienterede fra øen, som seriøst overvejer total uafhængighed. Andre ønsker, at Curaçao skal være en decideret nederlandsk provins.

## Blå Curaçao
Navnet "Curaçao" associeres også med en nuance af farven blå, og bruges sommetider som adjektiv på grund af den dybblå likør ved navn "Blue Curaçao", som også stammer fra øen. Denne likør har en let appelsinaroma og bruges primært som farvetilsætning i drinks, f.eks. en Isbjørn.